# تيمف (عملة)
تيمف (بالبولندية: Tymf) هي عملة فضية منخفضة الجودة استُخدمت في بولندا وليتوانيا وبراندنبورغ بروسيا وروسيا في القرنين السابع عشر والثامن عشر.

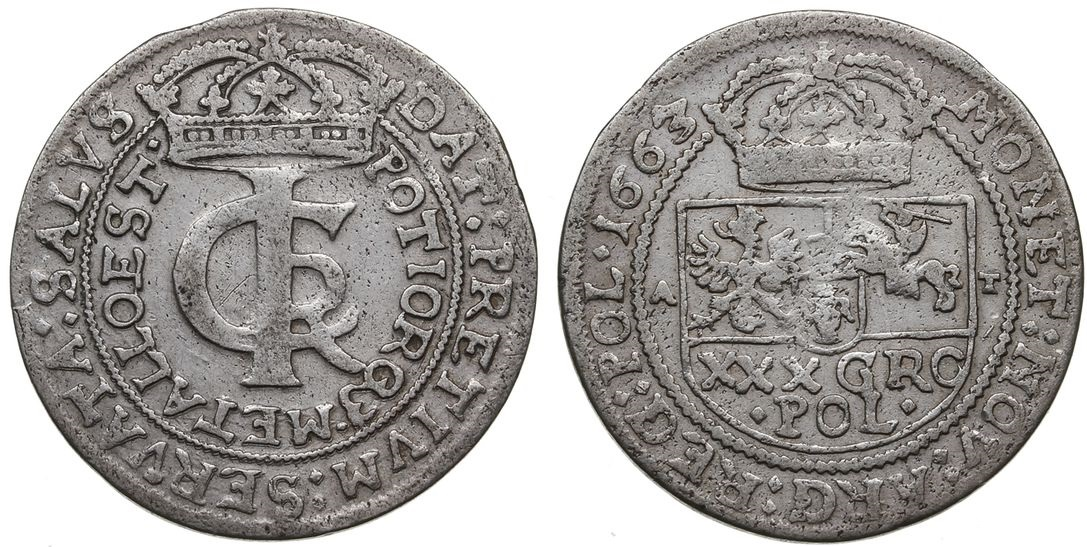
تيمف - زلوتوفكا 1663

## التاريخ
صُكت العملة لأول مرة في عام 1663 في برومبرج (بيدغوشتش الحالية) في بروسيا البولندية على يد سيد صك العملة أندرياس تيمف الذي سُميت العملة باسمه. كانت القيمة الاسمية في البداية 30 جروشن، لكنها سرعان ما انخفضت إلى 18 جروشن بسبب انخفاض محتوى الفضة بالعملة.
صُكت عملة تيمف أيضًا في براندنبورغ-بروسيا منذ حوالي عام 1685.
بعد أن استولى الناخبون الساكسونيون على التاج الملكي البولندي في عام 1688، صُكت العديد من قوالب النقود في دار صك العملة في لايبزيغ على شكل 18 قطعة جروشن. ثم أوقف الملك البروسي فريدريك الثاني، الذي غزا المدينة في حرب السنوات السبع، سك النقود عام 1765.
قام القياصرة الروس بصك عملة تيمف في الأراضي البولندية الليتوانية التي احتلوها في الفترة من 1707 إلى 1709 خلال حرب الشمال ومن 1759 إلى 1761 خلال حرب السنوات السبع.
كانت هناك دار صك عملة أخرى في كونيجسبيرج وستيتين.
بعد تقسيم بولندا، سرعان ما استُبدلت العملة بعملات أخرى. أُصدر ما مجموعه حوالي ستة ملايين من هذه العملات المعدنية، وجلبت أكثر من مليوني غيلدر. 
رمزت عملة تيمف في بولندا للحالة الفقيرة للبلاد بسبب قيمتها المنخفضة، خاصةُ في السنوات التي سبقت تقسيم بولندا، . يوجد قول روسي مأثور بمعنى (النكتة الجيدة تستحق تيمف).

## المؤلفات الأدبية
فريدريش فون شروتر (محرر) مع N. Bauer، K. Regling، A. Suhle،: قاموس علم العملات. دي جرويتر، برلين 1970 (أُعيد طبع الطبعة الأصلية لعام 1930). ص. 247